# Markku Airio
Markku Erkki Airio (ur. 25 kwietnia 1952 w Helsinkach) – fiński judoka. Olimpijczyk z Montrealu 1976, gdzie zajął siedemnaste miejsce w wadze ciężkiej i szesnaste w kategorii open.
Piąty na mistrzostwach Europy w 1976, 1978 i 1980 roku. Pięciokrotny mistrz kraju.

## Letnie Igrzyska Olimpijskie 1976
| Konkurencja | Eliminacje             | Klas. końcowa |
| Konkurencja | Przeciwnik I           | Miejsce       |
| ----------- | ---------------------- | ------------- |
| +93 kg      | Vladimír Novák (TCH) P | 17.           |

| Konkurencja | Eliminacje                | Klas. końcowa |
| Konkurencja | Przeciwnik I              | Miejsce       |
| ----------- | ------------------------- | ------------- |
| open        | Radomir Kovačević (YUG) P | 16.           |